# Bătălia de la Zvornik
Bătălia de la Zvornik (în sârbocroată Bitka u Zvorniku) a fost eliberarea în 1943 de către Brigada 1 Proletară de Șoc a orașului bosniac Zvornik ocupat de trupele Wehrmacht  ale Germaniei Naziste și trupele Ustașa ale Statului Independent al Croației.

## Operațiune
Pregătirea pentru ofensiva asupra orașului ocupat Zvornik de către Brigada 1 Proletară (Прва пролетерска народноослободилачка ударна бригада / Prva proleterska narodnooslobodilačka udarna brigada) a început în iunie 1943. La ordinul comandantului brigăzili Koča Popović⁠(d), trupele au început atacul în noaptea de 4 iulie 1943.

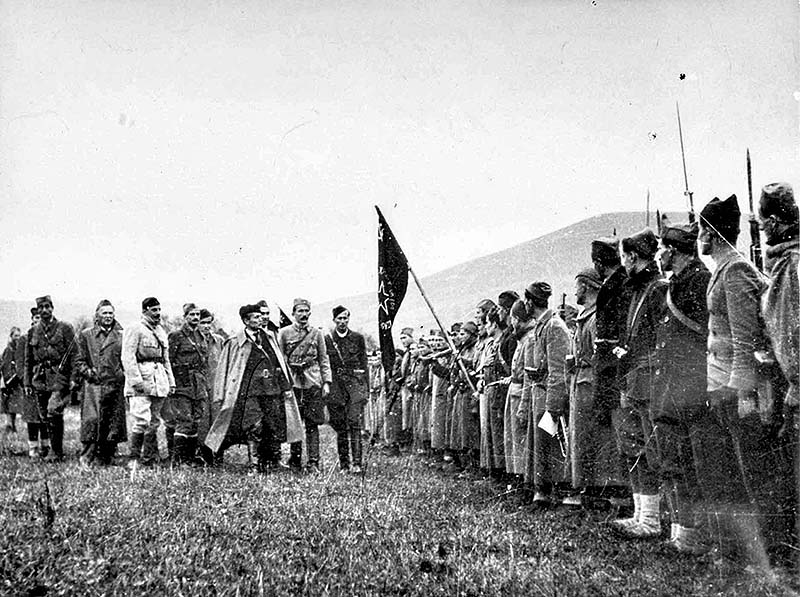
Tito inspectează Brigada I Proletară la 7 noiembrie 1942 la Bosanski Petrovac.

Planul a fost ca în timpul nopții atacul brusc și puternic să ducă la preluarea Cetății Zvornik (Kula grad) de pe Muntele Mlađevac. Mlađevac și Zmajevac au fost, de asemenea, capturate cu succes în atacul inițial. Trupele Ustașa, legionarii și civilii au fugit peste râul Drina în Serbia. Mulți oameni au murit trecând râul Drina.

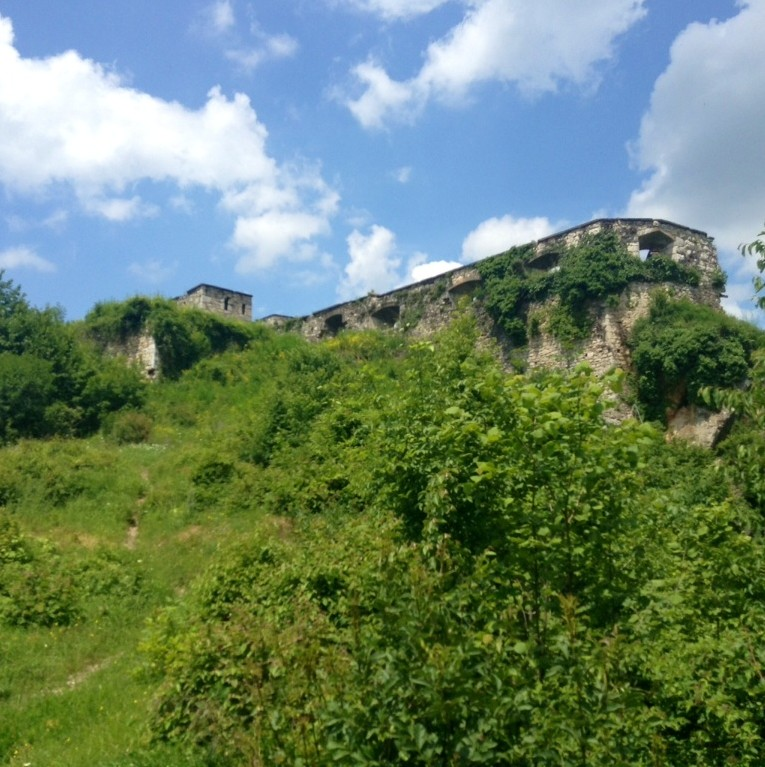
Cetatea Zvornik

Filip Kljajić, comisarul politic al Brigăzii 1 Proletare, a fost împușcat accidental pe un deal de la periferia orașului Zvornik în timpul retragerii. Trupul său a fost dus în satul bosniac Liplje⁠(d), pe un munte de lângă Zvornik și îngropat. Trupul lui Kljajić a fost ulterior luat din acel loc de familia sa și reîngropat pe un teren al familiei în altă parte. Un monument memorial a fost ridicat pe locul unde a fost îngropat inițial cadavrul său. După curățarea etnică a orașului Liplje în 1992, la începutul Războiului Bosniac, memorialul a avut de suferit și a fost acoperit cu arbuști.

## Urmări
Rodoljub Čolaković⁠(d), care a participat la bătălie de partea partizanilor, a scris în memoriile sale din 1962 Câștigarea libertății: „Am avut o victorie mare și semnificativă în estul Bosniei. Am eliberat Zvornik, un important nod de comunicații de-a lungul Drinei.”